# Даниловка (Ялта)
Дани́ловка (до 1948 года Ай-Дани́ль; укр. Данилівка, Ай-Даніль, крымскотат. Ay Danil, Ай Даниль) — посёлок на южном берегу Крыма. Входит в городской округ Ялта/Гурзуфский поселковый совет Ялтинского горсовета.

## География
Расположен у берега Чёрного моря Южного берега Крыма, в 12 километрах на северо-восток от Ялты, юго-западней Гурзуфа, приблизительно в 86 километрах от Симферополя, в 600 м ниже к морю от троллейбусной трассы 35А-002 Симферополь — Ялта, высота центра села над уровнем моря 134 м.

## История
Территория современной Даниловки в средние века была предместьем Горзувиты — ещё в конце XIX века были видны остатки двух церквей — возможно, одна из них была посвящена святому Даниилу, откуда произошло и название Ай-Даниль, но о каком либо поселении здесь в обозримом прошлом неизвестно. В начале XIX века земли принадлежали учёному, основателю Никитского ботанического сада, Христиану Стевену. В 1820 году имение (500 десятин) приобрёл граф Воронцов, который начал развивать здесь виноградарство и виноделие. В 1830-х годах он раздал (в виде подарков, с условием, что виноградаство будет продолжаться) нижнюю часть имения различным владельцам, разделив её на участки. После смерти князя его сын вновь скупил все участки. В «Списке населённых мест Таврической губернии по сведениям 1864 года», составленному по результатам VIII ревизии 1864 года, записаны дача Айданиль (3 двора, 3 жителя) и 2 имения Орта-Айданиль: в одном 2 двора, 6 жителей, в другом — 7 дворов и 15 жителей, все при роднике. На трёхверстовой карте Шуберта 1865—1876 года обозначены Большой Айданиль и, видимо, имения — Сафонова и Джаксона, с общим названием Айданиль. В 1889 году имение было куплено императорским Удельным ведомством. По Статистическому справочнику Таврической губернии. Ч.II-я. Статистический очерк, выпуск восьмой Ялтинский уезд, 1915 год, в Дерекойской волости Ялтинского уезда, числилось имение Удельного ведомства «Ай-Даниль» без населения.
После установления в Крыму Советской власти имение национализировали и на его базе был создан крупнейший винодельческий совхоз. Согласно Списку населённых пунктов Крымской АССР по Всесоюзной переписи 17 декабря 1926 года, в совхозе Ай-Даниль, Гурзуфского сельсовета (в котором село состояло всю дальнейшую историю) Ялтинского района, числилось 24 двора, население составляло 118 человек, из них 64 русских, 42 украинца, 8 крымских татар, 1 эстонец, 3 записаны в графе «прочие», действовала русская школа I ступени; в одноимённой детской колонии было 22 двора, население 110 человек (78 русских, 10 крымских татар, 7 евреев, 7 украинцев, 3 немца, 2 белоруса, 1 грек, 2 записаны в графе «прочие»).
В 1944 году, после освобождения Крыма от фашистов, 12 августа 1944 года было принято постановление № ГОКО-6372с «О переселении колхозников в районы Крыма», по которому из Ростовской области РСФСР в район переселялись 3000 семей колхозников, а в начале 1950-х годов последовала вторая волна переселенцев из различных областей Украины. С 25 июня 1946 года селение в составе Крымской области РСФСР. Указом Президиума Верховного Совета РСФСР от 18 мая 1948 года Ай-Даниль переименовали в Даниловку. 26 апреля 1954 года Крымская область была передана из состава РСФСР в состав УССР. По данным переписи 1989 года в посёлке проживало 1008 человек. С 12 февраля 1991 года селение в составе восстановленной Крымской АССР, 26 февраля 1992 года переименованной в Автономную Республику Крым. С 21 марта 2014 года в составе Крыма аннексирована Россией, с 5 июня 2014 года — в Городском округе Ялта.

## Население
| 2001 | 2014 | 2016 |
| ---- | ---- | ---- |
| 474  | ↘454 | ↗472 |

## Экономика

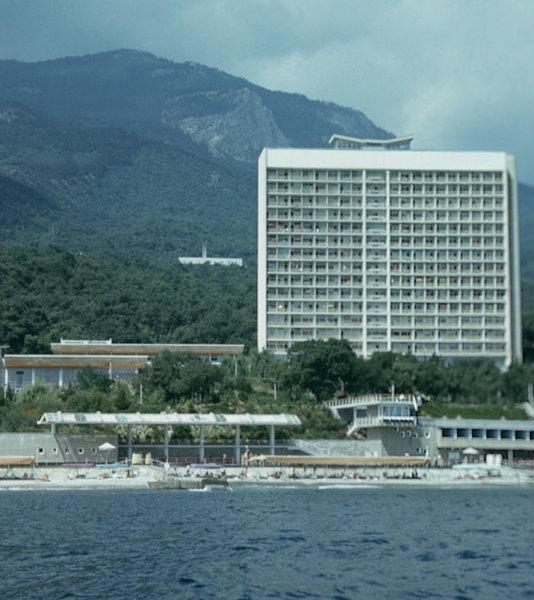
Санаторий «Ай-Даниль»

На береговой линии посёлка расположен санаторно-курортный оздоровительный комплекс «Ай-Даниль», построенный в 1974 году по проекту архитектора М. Ю. Заполя (премия Совета Министров СССР, 1977). Территория санатория площадью 19,4 га с западной стороны примыкает к заповеднику «Мыс Мартьян» с реликтовой рощей можжевельника, простирающейся до Никитского ботанического сада.
В окрестностях Даниловки с востока произрастают виноградники ГП «Гурзуф», входящего в состав НПАО «Массандра», здесь выращивается виноград для марочного вина Пино-гри Ай-Даниль.